# SQLAlchemy
SQLAlchemy ist ein Open-Source-SQL-Toolkit und ORM-Framework für die Programmiersprache  Python mit dem Ziel, den Object-relational impedance mismatch in der Art von Javas Hibernate zu umschiffen. SQLAlchemy wurde im Februar 2006 veröffentlicht.
SQLAlchemy bietet eine Reihe von Entwurfsmustern zur effizienten Persistenzhaltung von Daten in einer relationalen Datenbank. Die Motivation hinter SQLAlchemy ist darin begründet, dass SQL-Datenbanken umso weniger Objektsammlungen ähneln, je umfangreicher der Datenbestand und je mehr Leistung gefragt ist, während Objektsammlungen sich weniger wie Relationen und Tupel verhalten, je mehr zwischen Datenrepräsentation und Miniwelt abstrahiert wird. Daher verfolgt SQLAlchemy primär ein Data Mapper-Muster anstelle eines sogenannten Active Record-Musters. Optionale Plugins ermöglichen weitere Muster, z. B. mit Elixir eine deklarative Syntax.

## Beispiel
Erzeugung einer M:N-Beziehung (Autorschaft) zwischen Buch und Autor (ohne imports):
```
Base
 
=
 
declarative_base
()

engine
 
=
 
sqlalchemy
.
create_engine
(
'postgres://user:pwd@host/dbname'
,
 
echo
=
True
)

autorschaft
 
=
 
Table
(
'buch_autor'
,
 
Base
.
metadata
,

  
Column
(
'isbn'
,
 
Integer
,
 
ForeignKey
(
'buch.isbn'
)),

  
Column
(
'kennung'
,
 
Integer
,
 
ForeignKey
(
'autor.kennung'
))

)

class
 
Buch
(
Base
):

    
__tablename__
 
=
 
'buch'

    
isbn
 
=
 
Column
(
Integer
,
 
primary_key
=
True
)

    
titel
 
=
 
Column
(
String
(
255
),
 
nullable
=
False
)

    
klappentext
 
=
 
Column
(
Text
)

    
autoren
 
=
 
relationship
(
Autor
,
 
secondary
=
autorschaft
,
 
backref
=
'buecher'
)

class
 
Autor
(
Base
):

    
__tablename__
 
=
 
'autor'

    
kennung
 
=
 
Column
(
String
(
32
),
 
primary_key
=
True
)

    
name
 
=
 
Column
(
String
(
50
),
 
nullable
=
False
,
 
unique
=
True
)

Base
.
metadata
.
create_all
(
engine
)

```

## Unterstützte Datenbanken
SQLAlchemy unterstützt eine Vielzahl von Datenbankmanagementsystemen:
- Informix IDS
- DB2
- Drizzle
- Firebird
- SAP MaxDB
- Microsoft Access
- Microsoft SQL Server
- MySQL
- Oracle Database
- PostgreSQL
- SQLite
- Sybase ASE